# Chiesa di Santa Giovanna d'Arco (Nizza)
La chiesa di Santa Giovanna d'Arco (in francese Sainte Jeanne d'Arc) è una chiesa parrocchiale cattolica che si trova a Nizza ed è dedicata a Giovanna d'Arco.
La chiesa è caratterizzata da un'architettura originale, che ha suscitato pareri controversi tra gli abitanti di Nizza, alcuni dei quali l'hanno soprannominata "la meringa" per via del suo colore bianco. La chiesa è iscritta nell’elenco dei monumenti storici dal giugno 1992.

## Storia
La costruzione della chiesa iniziò nel 1914 ad opera dell'architetto francese Louis Castel, che realizzò una cripta. Dopo la prima guerra mondiale, un altro architetto francese, Jacques Droz, costruì nel 1924 una seconda cripta che, insieme a quella precedente, costituiscono il basamento dell'edificio sul quale, nel 1931, ne venne posato un altro in cemento armato.
Tra il 1932 e il 1934 venne costruita la chiesa utilizzando per le cupole la tecnica del calcestruzzo a guscio sottile con uno spessore di 45 centimetri alla base e di soli 8 centimetri in altezza.

## Architettura
L'uso del cemento armato, un materiale innovativo per l'epoca, permise la realizzazione di una costruzione originale in uno stile influenzato dall'Art déco con otto cupole ellissoidali che sostengono tre cupole ovoidali più grandi. All'interno, queste tre grandi cupole sono sostenute solo da quattro pilastri, il che consente un sorprendente volume interno di 25 metri.
All'interno si trovano degli affreschi raffiguranti le stazioni della Via Crucis eseguiti da Eugène Klementieff nel 1934-35 mentre i dipinti sono influenzati dal cubismo russo, dal Quattrocento italiano e dalle icone ortodosse bizantine.